# Príkra
Príkra este o comună slovacă, aflată în districtul Svidník din regiunea Prešov, pe malul râului Príkranský potok⁠(d). Localitatea se află la altitudinea de 434 m deasupra n.m., se întinde pe o suprafață de 9,29 km2 și în 2017 număra 7 locuitori.

## Istoric
Localitatea Príkra este atestată documentar din 1618.

## Demografie
| An:                | 1994 | 2004    | 2014    | 2024   |
| ------------------ | ---- | ------- | ------- | ------ |
| Număr de persoane: | 11   | 9       | 8       | 11     |
| Diferență:         |      | −18,18% | −11,11% | +37,5% |

| An:                | 2023 | 2024 |
| ------------------ | ---- | ---- |
| Număr de persoane: | 11   | 11   |
| Diferență:         |      | +0%  |